# Przemków Odlewnia
Przemków Odlewnia – nieczynna stacja kolejowa w Przemkowie, w województwie dolnośląskim, w Polsce.